# Jamal Cain
Jamal Cain (ur. 20 marca 1999 w Pontiac) – amerykański koszykarz, grający na pozycji niskiego skrzydłowego, obecnie zawodnik Miami Heat oraz zespołu G-League – Sioux Falls Skyforce.

## Osiągnięcia
Stan na 21 czerwca 2023, na podstawie, o ile nie zaznaczono inaczej.
NCAA
- Uczestnik rozgrywek turnieju:
  - NCAA (2019)
  - Portsmouth Invitational Tournament (2022)
- Koszykarz roku Ligi Horizon (2022)
- MVP turnieju Gulf Coast Showcase (2022)
- Laureat nagród:
  - Father William Kelly Team Morale Award (2020)
  - Marquette's Most Improved Player Award (2018 – największy postęp w zespole Marquette Golden Eagles)
- Wybrany do:
  - I składu:
    - Horizon League (2022)
    - turnieju Gulf Coast Showcase (2022)

  - składu:
    - Lou Henson All-America (2022)
    - Big East All-Academic (2020)
- Zawodnik tygodnia Ligi Horizon (22.11.2021, 29.11.2021, 3.01.2022, 14.02.2022)
- Najlepszy pierwszoroczny zawodnik tygodnia konferencji Big East (2.01.2018)
- Lider Ligi Horizon w:
  - średniej zbiórek (2022 – 10,2)
  - liczbie:
    - zbiórek (2022 – 307)
    - fauli (2022 – 103)

NBA
- Wicemistrz NBA (2023)[5]